# Banco Santander (Brasil)
Santander Brasil é a subsidiária do banco espanhol Santander no Brasil. Sediada em São Paulo, a operação brasileira entrou em atividade em 1982 e é parte integrante do Grupo Santander, principal conglomerado financeiro da Zona do Euro. É o terceiro maior banco privado do sistema financeiro do Brasil, com ativos totais de mais de R$ 1,2 trilhão em 2025.
Presente em todas as regiões do país, o banco possui cerca de 2,1 mil agências e 31 mil caixas eletrônicos (incluindo 24 Horas), além de possuir mais de 55 mil colaboradores e 70 milhões de clientes.
Em 2022, foi considerado o terceiro banco mais rentável do mundo em retorno sobre o patrimônio (ROE).

## Histórico
Em 1997, o Santander anunciou a compra do Banco Geral do Comércio. No ano seguinte, adquiriu o Banco Noroeste. Em 2000, fechou dois grandes negócios: em janeiro, comprou o Conglomerado Meridional, formado pelo Banco Meridional e Banco Bozano, Simonsen, e fez sua maior aquisição na época, ao vencer o leilão de privatização do Banco do Estado de São Paulo (Banespa), com uma oferta de mais de R$ 7,05 bilhões.
Sete anos depois, o banco participou da maior operação do setor financeiro mundial: a compra, por 71 bilhões de euros, do banco holandês ABN AMRO pelo consórcio formado pelo Santander e os bancos Fortis e RBS. Com isso, o Santander assumiu os bancos Antonvenetta, da Itália (vendido meses depois) e Banco Real.
O Santander e o Banco Bonsucesso firmaram um acordo para a criação da instituição Bonsucesso Consignado para operações de crédito consignado, que a partir de 2016 passou a se chamar Olé Consignado. Em 2020, o Santander adquiriu de forma integral o controle da instituição e no mesmo ano incorporou o Olé.
Em abril de 2014, o Santander Brasil anunciou a compra da Getnet, empresa fornecedora de máquinas de cartões e soluções de processamento transações eletrônicas, por R$ 1,104 bilhão, concluída em 31 de julho de 2014 após aval dos órgãos regulatórios brasileiros. Em 2021, a Getnet lançou suas ações na bolsa, em uma operação de cisão, na qual foi desmembrada do Santander.  No ano seguinte, realizou sua oferta pública de deslistagem, depois de oito meses na bolsa.
Para o final de 2017, o Santander previu o lançamento de um conjunto de soluções em comunicação por campo de proximidade, tecnologia que permite efetuar pagamentos apenas aproximando o aparelho celular de um leitor móvel, por exemplo. O objetivo da instituição é ir além dos smartphones equipados com NFC e incluir dispositivos vestíveis, como pulseiras à prova d’água, stickers e adesivos que clientes podem utilizar para substituir os cartões.
Em julho de 2019, o Santander anunciou o lançamento da Sim: uma plataforma de crédito voltado a pessoa física para disputar com fintechs e startups do segmento financeiro. A proposta da empresa é usar motos, veículos ou imóveis quitados como garantias para oferecer crédito mais barato.
Em setembro de 2020, o Santander adquiriu 60% das ações da Toro Investimentos, por meio da sua subsidiária Pi Investimentos. Três anos depois, em 2023, o Santander adquiriu o restante da empresa se tornando uma subsidiária integral do banco.
Em 2022, foi considerado o terceiro banco mais rentável do mundo, com ROE de 18,9% e US$ 172,6 bilhões em ativos. Atrás apenas dos americanos Capital One (US$ 432,4 bi em ativos e ROE de 20,4%) e Ally Financial (US$ 182,1 bi em ativos e ROE de 19,3%).

## Posicionamento de marca
Em abril de 2024, o Santander Brasil tornou público seu novo posicionamento de marca: o “Começa Agora”.
O conceito estreou na campanha de lançamento da Conta e do Cartão Free, que compõem a oferta de valor do Banco direcionada ao público com renda de até R$ 4 mil ao mês.
Por meio do novo slogan, o banco buscou se posicionar como um parceiro dos clientes tanto nos pequenos momentos do dia a dia como na realização dos grandes projetos de vida – inclusive na superação da dificuldade de cada começo.
Para ilustrar essa ideia, a campanha inaugural - Produzida pelas agências BETC Havas, Streetwise e Mynd8 - contou a história de três personagens: o rapper e ator Xamã, a influenciadora Rafa Brites e a chef Janaína Torres.
Com a adoção do novo posicionamento de marca, o slogan “Começa agora” assumiu o protagonismo nas comunicações do banco que por oito anos coube à frase “O que a gente pode fazer por você hoje?”.
Desdobramentos da campanha
Em julho do mesmo ano, o Santander veiculou um desdobramento do novo posicionamento, dessa vez com foco no público de alta renda. Trata-se de um filme publicitário do segmento Santander Select, que leva o mote “Começa em você”.
A peça usa como base do roteiro a analogia da faísca, cujo significado é o desejo dos clientes de começar uma nova história e realizar sonhos e planos.
Após apresentar cenas de pessoas vivendo experiências associadas a empreendedorismo, esportes e lazer, o filme destaca a proposta do segmento: “para todos os seus começos, Santander Select. Seu banco mais humano, mais próximo, mais pessoal”.
Na sequência, o filme menciona destaques da oferta de valor do segmento, como o time de especialistas em investimentos, os serviços internacionais e cartões exclusivos.
Em agosto, o banco deu mais um passo e lançou uma nova campanha no âmbito do Começa Agora, na qual convida o público a utilizar sua plataforma de capacitação Santander Open Academy (iniciativa sem fins lucrativos que oferece mais de mil trilhas de educação, conteúdos e bolsas 100% pagas pelo Banco).
Nesta fase, o Santander reforça a narrativa de que é preciso ter coragem para começar algo novo e apresenta a educação como porta de entrada para a prosperidade.
A campanha foi composta por três filmes interconectados, que mostram a história de três passageiros de ônibus, cada um imerso em suas próprias preocupações, porém invejando a aparente tranquilidade do outro.

## Plataforma de música
O Santander lançou em 2023 a plataforma SMusic, dedicada ao patrocínio de grandes shows internacionais. Por meio dessa iniciativa, os clientes têm acesso privilegiado a pré-vendas de ingressos, parcelamento especial sem juros no cartão Santander, além da possibilidade de utilizar pontos da Esfera (programa de pontos do Santander) para aquisição das entradas.
Desde sua criação, a plataforma já promoveu grandes espetáculos, incluindo seis shows de Bruno Mars no estádio do Morumbi, apresentações de Shakira em São Paulo e no Rio de Janeiro e o concerto de Lady Gaga que reuniu milhares de pessoas na praia de Copacabana.
Só em 2024, a iniciativa trouxe ao Brasil shows de 11 artistas internacionais de renome, como Bruno Mars, Linkin Park, Iron Maiden, The Weeknd e Travis Scott. Realizados em grandes estádios, esses eventos atraíram mais de 876 mil espectadores.
Além do patrocínio dos shows e dos benefícios para clientes, o banco investe em relacionamento, como a criação de uma comunidade de fãs de música no Instagram, onde é possível acompanhar em primeira mão as novidades da plataforma e ativações da marca para os fãs. Em 2024, o canal superou a marca dos 30 mil inscritos. 
A plataforma tem a proposta de criar experiências únicas para os fãs de música. Um exemplo foi o ônibus SMusic, ação especial realizada no primeiro dia de shows de Bruno Mars no Morumbi, em outubro de 2024, que distribuiu ingressos. Às vésperas da apresentação da Shakira, foi promovida a Edição Lobas da corrida de rua Santander SRUN, que também distribuiu ingressos aos primeiros colocados.
Com a SMusic, o Santander Brasil reforça sua estratégia de aproximação emocional com o público e fortalece o alinhamento ao posicionamento global da marca sob o conceito “It starts here” (no Brasil, “Começa agora”), destacando que experiências únicas começam com o banco.

## Conselho de Administração[31]
Conforme previsto em estatuto social, o conselho de administração do Santander Brasil é constituído por no mínimo cinco e no máximo doze membros, eleitos em assembleia geral para mandatos de 2 (dois) anos. 
O estatuto prevê, ainda, que no mínimo 20% dos membros do conselho de administração sejam conselheiros independentes e que um presidente e um vice-presidente sejam eleitos em Assembleia Geral por maioria de votos.
Ao final de julho de 2024, o órgão era composto pelos seguintes membros:
- Deborah Stern Vieitas - Presidente do Conselho (Independente)
- José Antonio Álvarez Álvarez - Vice-Presidente
- Cristiana Almeida Pipponzi - Conselheira Independente
- Deborah Patricia Wright - Conselheira Independente
- Ede Ilson Viani - Conselheiro
- José Antonio Garcia Cantera - Conselheiro
- José de Paiva Ferreira - Conselheiro Independente
- Marília Artimonte Rocca - Conselheira Independente
- Mario Roberto Opice Leão - Conselheiro
- Pedro Augusto de Melo - Conselheiro Independente
- Vanessa Lobato - Conselheira

## Prêmios e Reconhecimentos
Desde 2010, quando integrou sua operação à do Banco Real e se tornou o terceiro maior banco privado do país por ativos, o Santander Brasil recebeu prêmios em iniciativas nacionais e internacionais. Entre eles:
- 2024 - Melhores do ESG (Revista Exame) - Destaque na categoria serviços Financeiros[33]
- 2023 – Ranking Fortune Change the World – Melhor banco, com o case do Santander Universidades[34]
- 2023 - Finance for the Future - Vencedor da categoria Moving Financial Markets, pela capacidade de entrelaçar sustentabilidade e negócios[35]
- 2023 –Great Place to Work – Presença no top 10 de Melhores Empresas para Trabalhar com mais de 10.000 funcionários e em 2º lugar na categoria Bancos[36]
- 2023 - GRI Infra Awards- Vencedor da categoria Potência, pela popularização das Energias Sustentáveis[37].
- 2021 - Prêmio ECO - Vencedor na categoria Práticas de enfrentamento à Covid[33]
- 2021 – Anuário Época 360 – Empresa da década em sustentabilidade[33]
- 2021 –Change the World (Revista Fortune) – 4º lugar no ranking das empresas que mais mudam o mundo com o case de energias renováveis[33]
- 2020 - Guia Exame de Diversidade - Destaque do ano[38]
- 2020 - The Banker - Melhor banco no Brasil[33]
- 2017 – Euromoney - Melhor banco no Brasil[33]
- 2013 - Sustainable Finance Awards (IFC e Financial Times) - Banco mais sustentável das Américas[39].

## Galeria

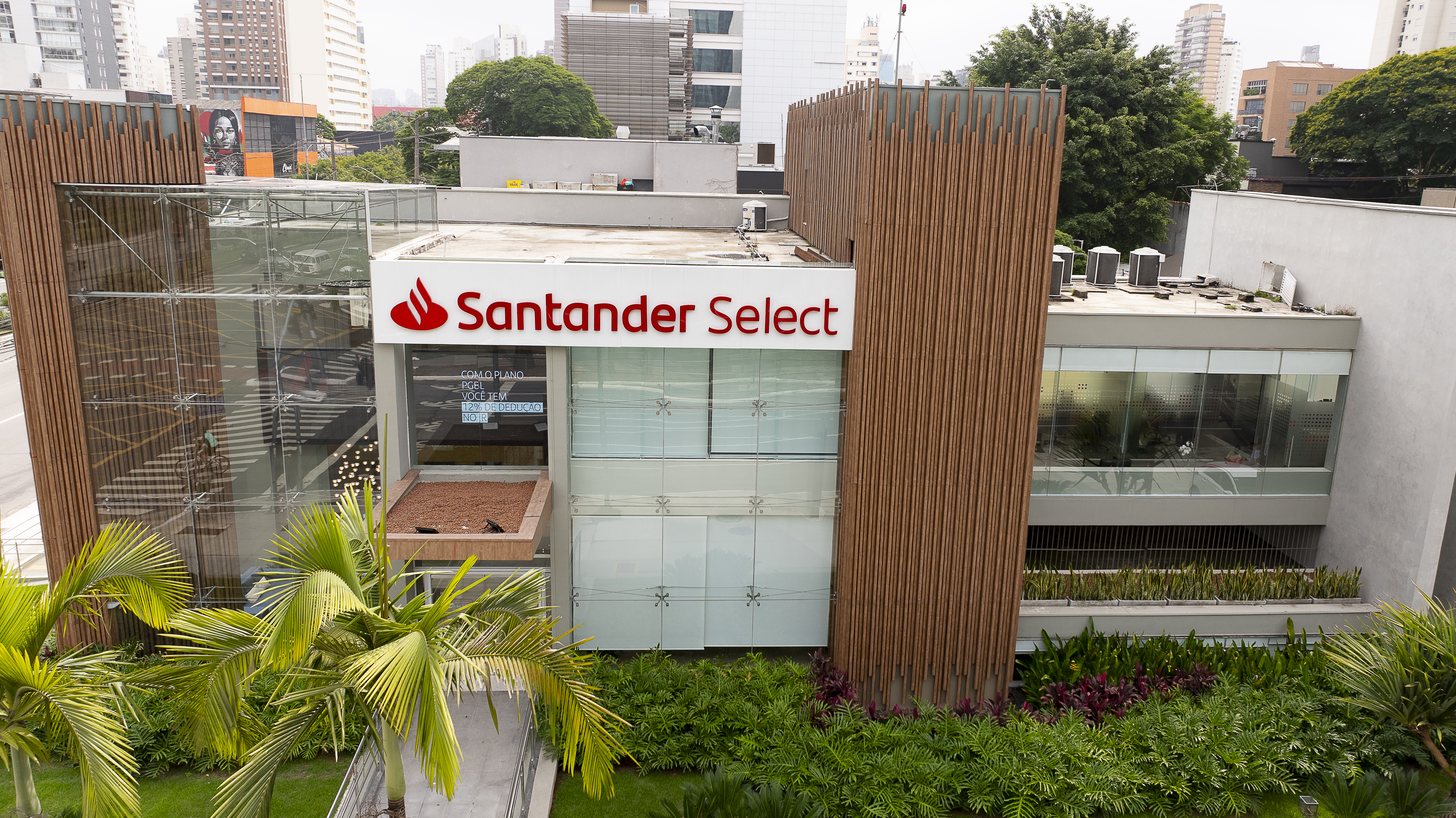
Agência emblemática do Santander Select, o segmento de alta renda do Santander, localizada na avenida Faria Lima, em São Paulo.
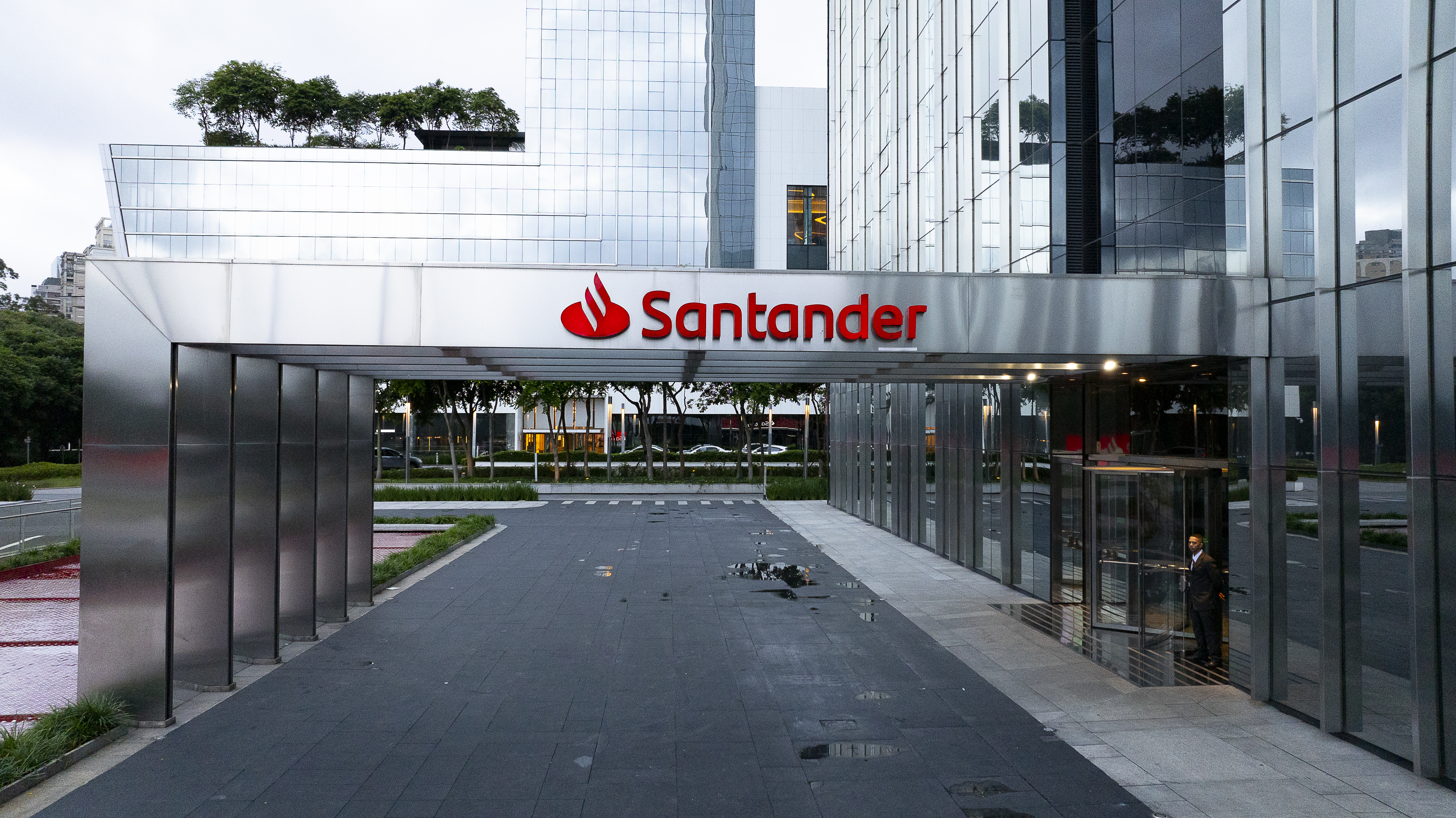
Sede do Santander, na Vila Olímpia, em São Paulo.
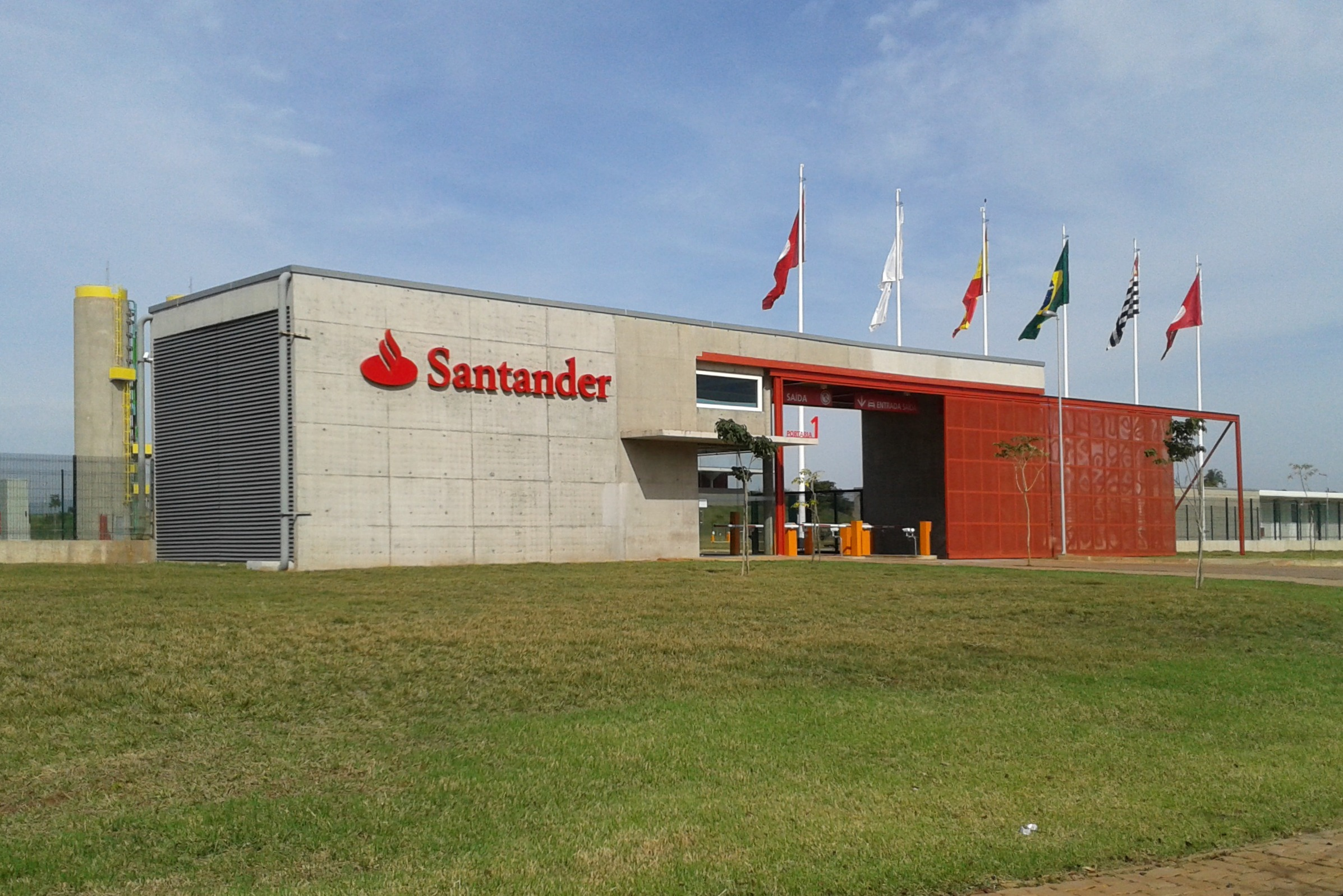
Portaria do Datacentro localizado no Distrito de Barão Geraldo em Campinas.
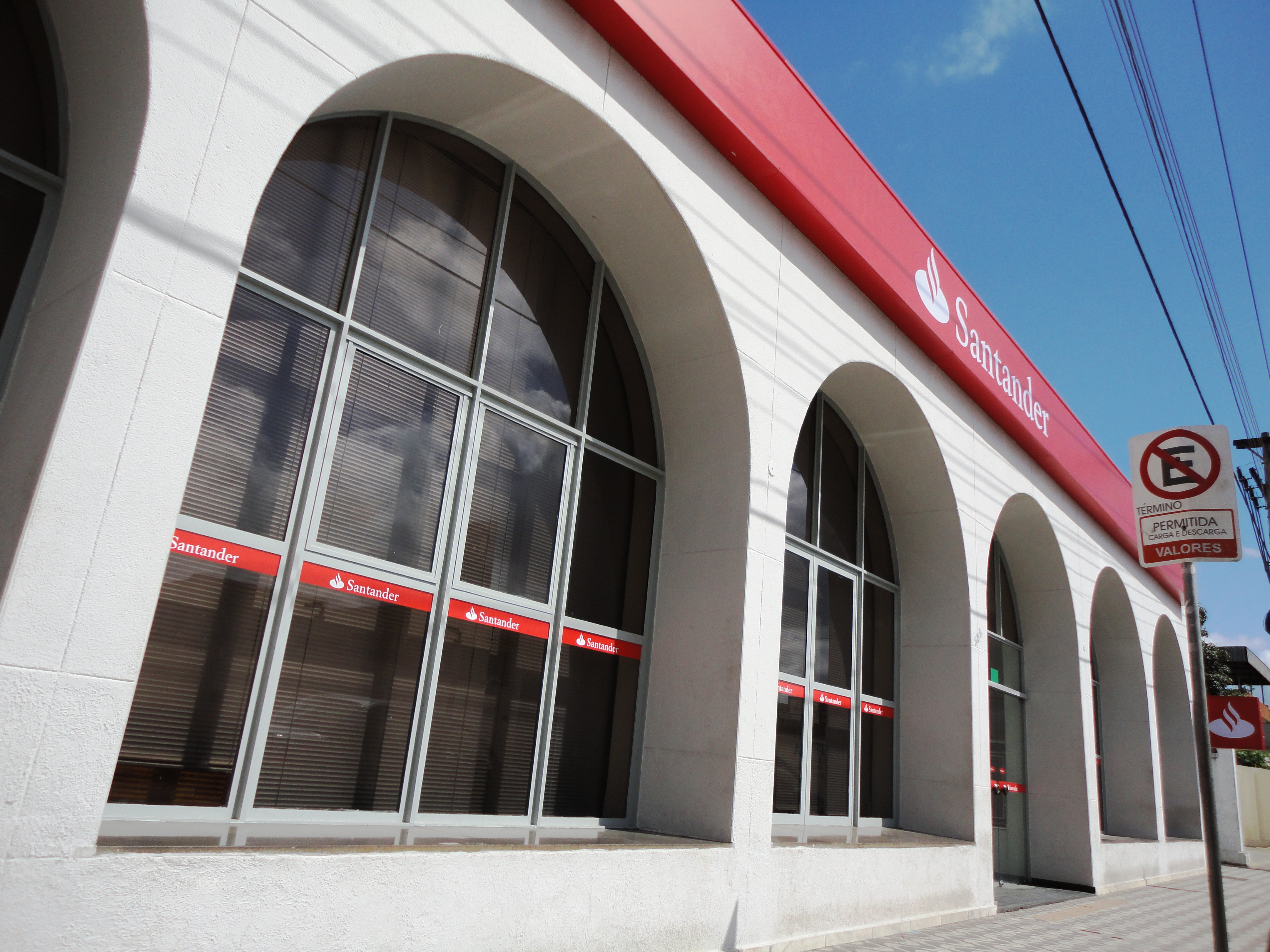
Agência do Santander em Coronel Fabriciano
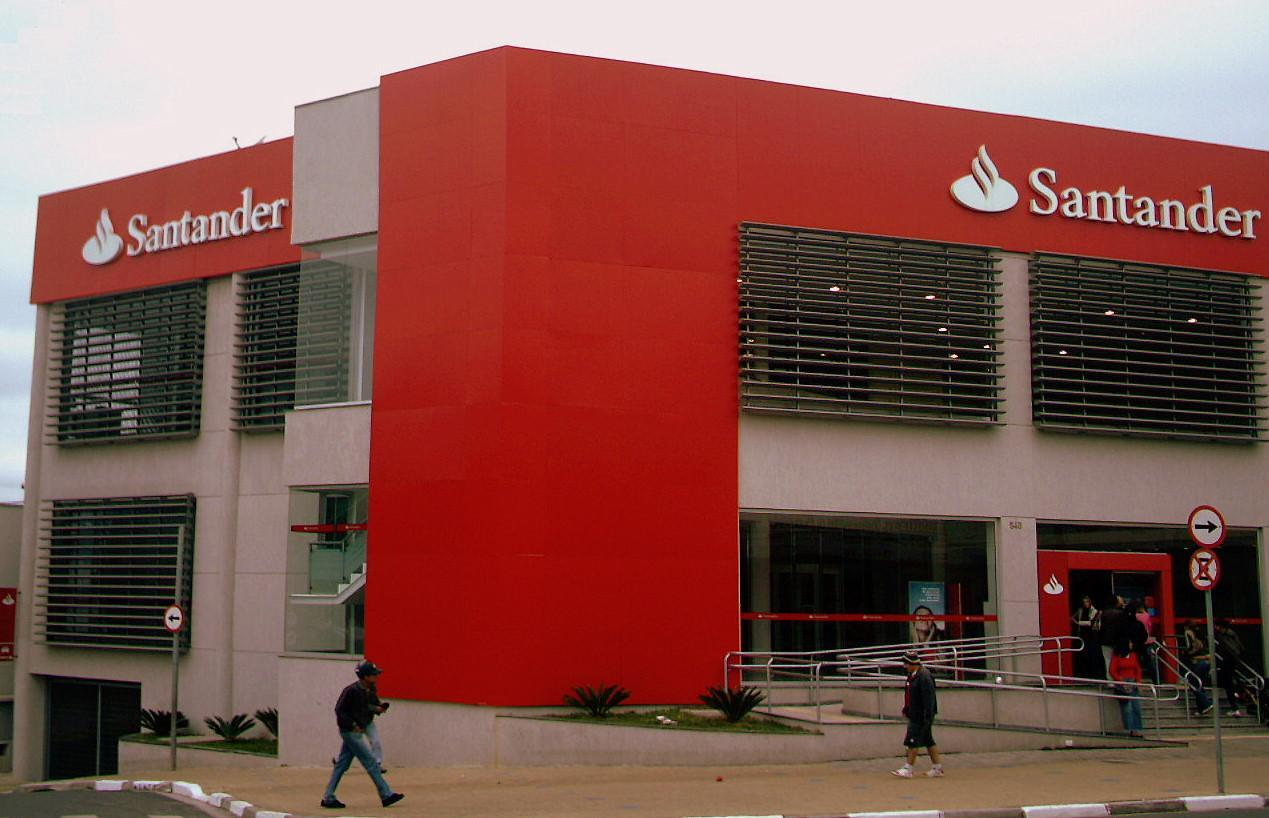
Agência do Santander em Poá, a primeira no Brasil a ter o "padrão europeu".
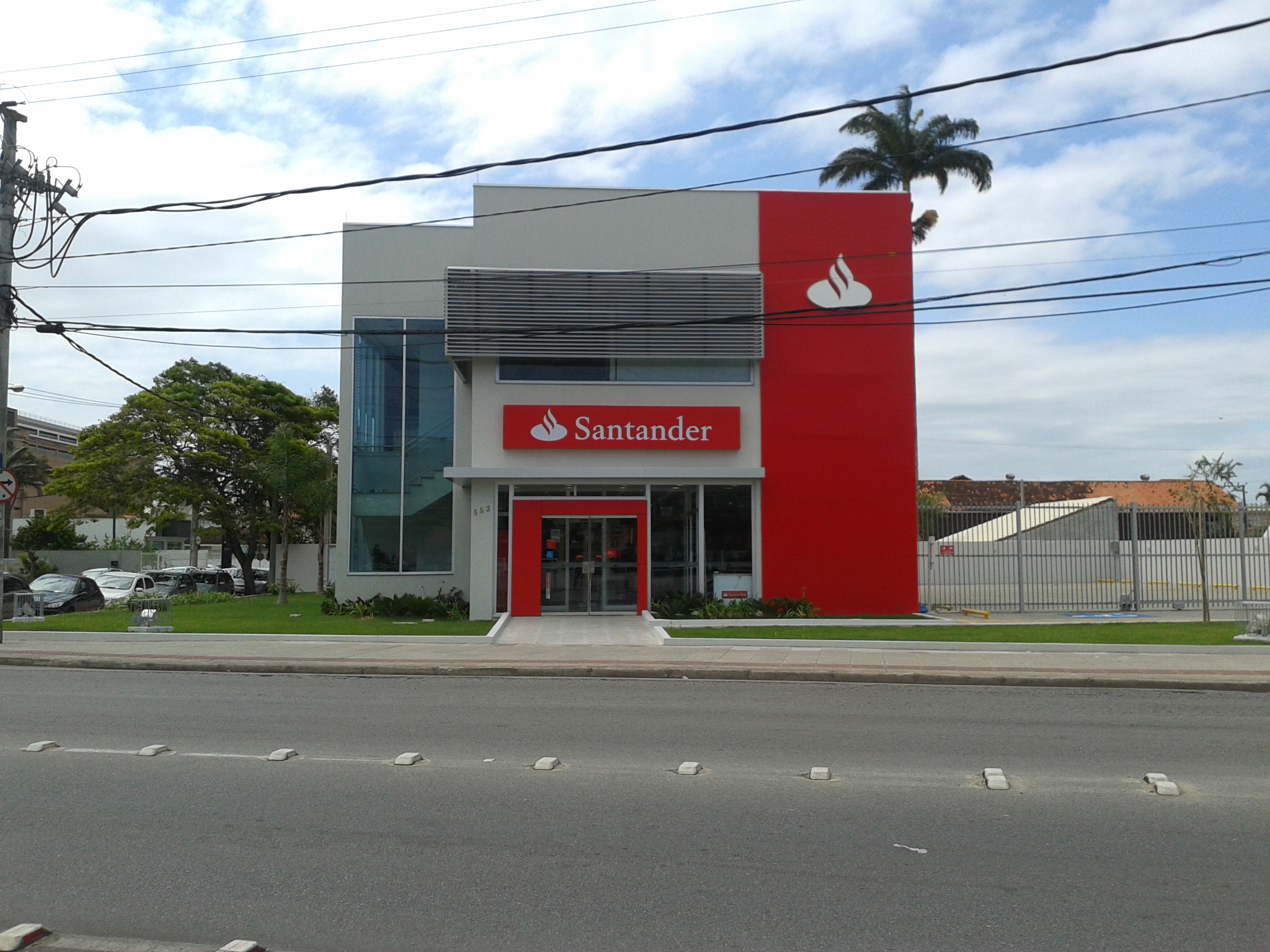
Agência no bairro Santa Mônica em Florianópolis
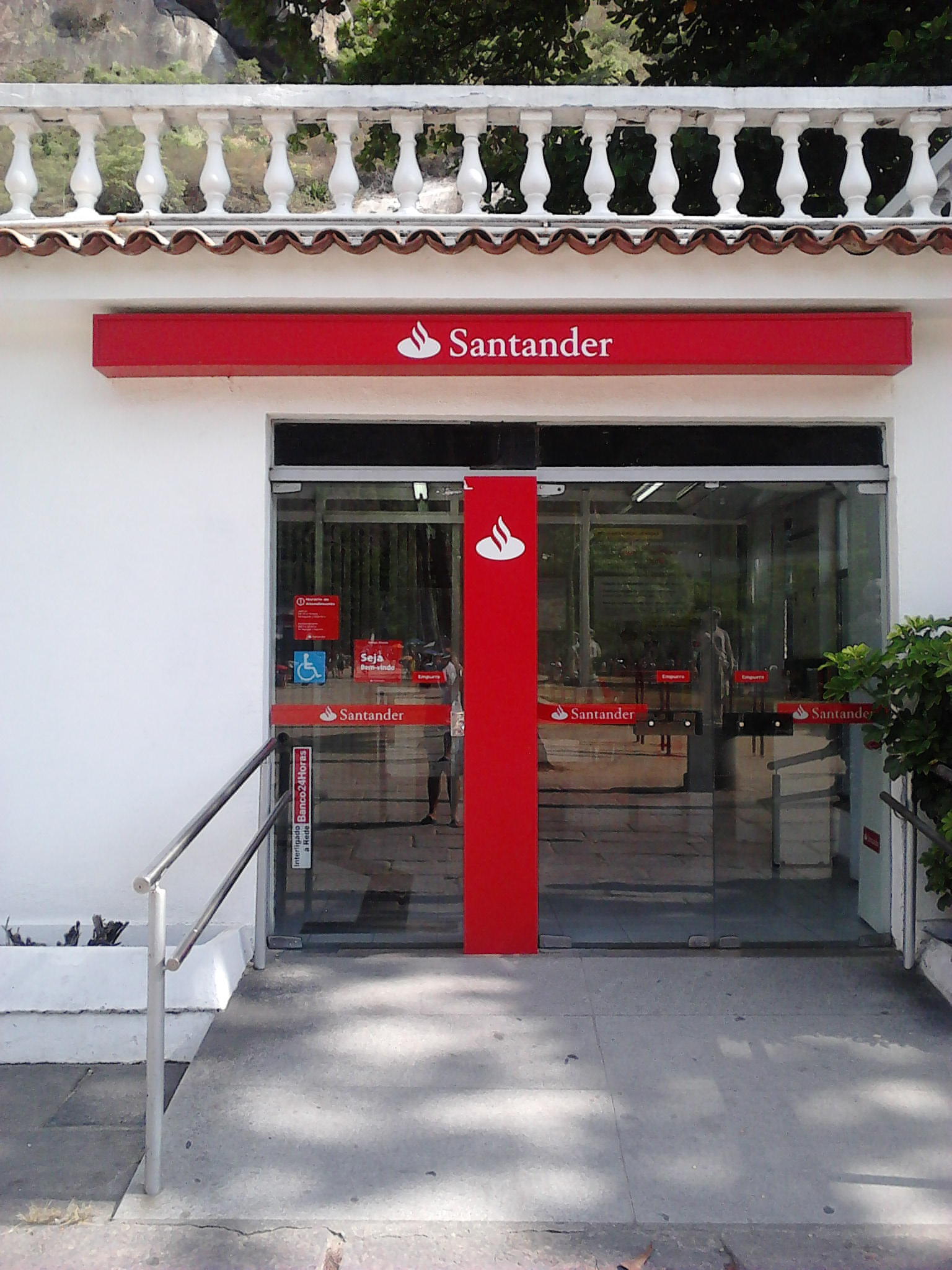
Agência do Banco Santander, situado na Praça General Tibúrcio, próximo à Praia Vermelha, Urca, Rio de Janeiro - RJ, Brasil.